# Klasa na obcasach
Klasa na Obcasach – polski serial młodzieżowy z 2000 roku.
Pomysł na serial zrodził się na początku 1996 roku, planowano zrealizować polską wersję amerykańskiego serialu Beverly Hills, 90210. Pomysły były nadsyłane przez osoby w wieku 14-19 lat do czasopisma Filipinka. Osoby, których prace były najciekawsze, zostały zaproszone do prac nad scenariuszem. Serial opowiadał o uczniach elitarnego liceum, którzy mieli nieprzeciętne zdolności i plany na przyszłość. Jednakże mają też problemy, takie jak: wchodzenie w konflikty z nauczycielami, pierwsze życiowe wybory, wchodzenie w dorosłość. Głównymi bohaterami byli: Oliwka, Aga, Kobra, Borys, Kalina, Pecet, Filipek, Zuza i Kapsel. 

## Obsada
- Olimpia Ajakaiye − Oliwka
- Jan Jaworski − Kobra
- Katarzyna Antoniewicz − Aga
- Bartosz Obuchowicz − Filipek
- Matylda Robakowska − Kalina
- Wojciech Konferowicz − Borys
- Joanna Tarczyńska − Zuza
- Jan Aleksandrowicz-Krasko − Kapsel
- Jakub Nałęcz − Kuba „Pecet”
- Jan Santorski − Szparag
- Anna Petruczenko − Ania
- Adrianna Kamińska − Ada
- Małgorzata Zawadzka − Gosia
- Weronika Rosati − Niki
- Natalia Stempowska − Myszka
- Marta Dąbrowska − Marina
- Maciej Muszyński − Zoom
- Anna Drozd − Paula
- Daniel Zawadzki − Eustachy
- Małgorzata Potocka − matka Kobry
- Krzysztof Jasiński − ojciec Kobry
- Marzena Trybała − matka Oliwki
- Beata Poźniak − nauczycielka „Betty”
- Mariusz Bonaszewski − polonista Mikołaj Targosz
- Ewa Sałacka − dyrektorka
- Andrzej Supron − nauczyciel W-F
- Wojciech Malajkat − Klemens
- Andrzej Stempowski − ksiądz Konstanty
- Michał Anioł − ojciec Kaliny
- Ewa Wencel − matka Kaliny
- Weronika Ciechowska − Weronika
- Beata Rybotycka − matka Agi
- Maciej Kozłowski − ojciec Agi
- Elżbieta Wróblewska − matka Zuzy
- Aleksandra Kisielewska − matka „Peceta”
- Józef Robakowski − ojciec „Peceta”
- Zdzisław Szymborski − dziadek Oliwki
- Agata Młynarska − dziennikarka
- Michał Breitenwald − lekarz Artur
- Jakub Przebindowski − Eryk
- Jarosław Kempa − Marlon
- Katarzyna Lengren − dziennikarka Krystyna
- Mirosław Dembiński − sąsiad
- Cezary Domagała − członek zarządu liceum
- Bożena Robakowska − nauczycielka muzyki
- Wiktoria Padlewska − Wiktoria
- Maciej Namysł − Piotr
- Tomasz Bielecki − muzyk z rynku
- Adam Borkowski − chłopak z pizzą
- Katarzyna Traczyńska − pielęgniarka
- Natalia Niemen − w roli samej siebie
- Paweł Piskorski − w roli samego siebie
- Marek Kamiński − w roli samego siebie
- Krzysztof Kasowski − w roli samego siebie
- Krzysztof Hołowczyc − w roli samego siebie